# 觐祖桥
29°57′59″N 121°34′05″E / 29.966476°N 121.568136°E
觐祖桥是中国浙江省宁波市镇海区境内的一座古桥，位于骆兴村田湖自然村南部。桥梁建于清乾隆五十八年（1793年），为单孔石拱桥，高3.5米，长2.2米。两侧桥联分别为“西墓东祠人思觐祖，早潮夕汐水解朝宗”，“一带流长通孝水，三层阁近映文星”。2000年，觐祖桥被列入第三批镇海区文物保护单位。